# Place du Colonel-Bourgoin
Pour les articles homonymes, voir Bourgoin.
La place du Colonel-Bourgoin est une voie située dans le 12e arrondissement de Paris, en France, qui présente la particularité d'être à la jonction de trois quartiers : Bercy, Picpus, Quinze-Vingts.

## Situation et accès
La place du Colonel-Bourgoin occupe un emplacement vers le centre du 12e arrondissement de Paris, exactement à la jonction des quartiers de Bercy, Picpus et des Quinze-Vingts dans le 12e arrondissement de Paris. Elle forme un carrefour avec plusieurs rues : rue de Rambouillet au sud-ouest, rue de Charenton à l'ouest, rue Crozatier au nord-ouest, rue Chaligny au nord, rue Érard au nord-est et à nouveau la rue Charenton à l'est.
La place a une forme vaguement triangulaire, son côté sud mesurant environ 60 mètres de long, le côté est quasiment à angle droit et les parties nord et ouest, entre les rues Érard et de Charenton, formant un grand quart de cercle.
La place du Colonel-Bourgoin est accessible par les lignes de métro 1 et 8 à la station Reuilly - Diderot.

## Origine du nom
Cette place rend en hommage à Pierre-Louis Bourgoin (1907-1970), ancien résistant et député de l'arrondissement,. Elle bénéficie d'une rénovation en 2005.

## Historique

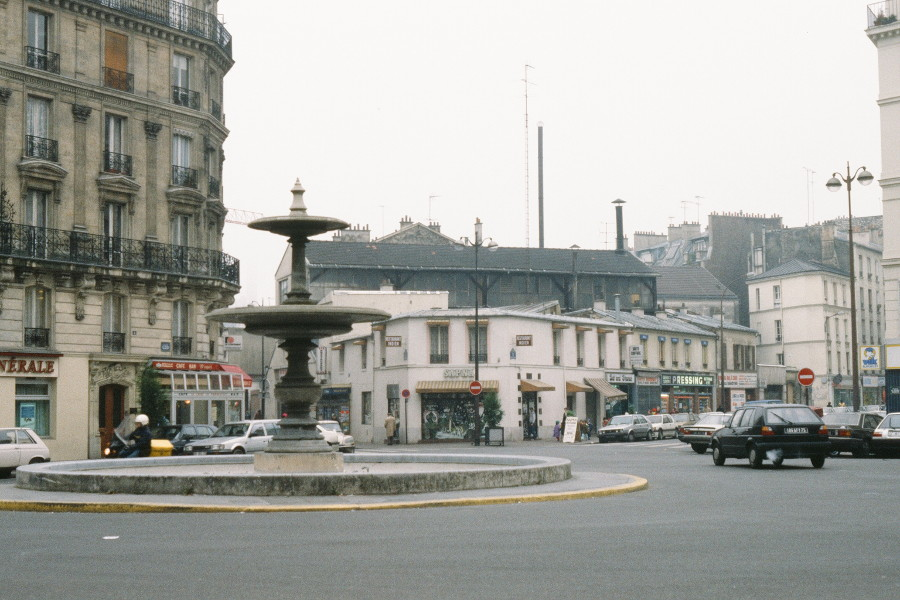
La place en 1990, avec son terre-plein central initial.

La place correspond à une zone des faubourgs parisiens, à la pointe sud de l'ancienne abbaye Saint-Antoine-des-Champs, qui est bâtie progressivement au XVIIIe siècle. La rue de Charenton existe quant à elle depuis l'époque romaine. La place est un espace créé au cours du XIXe siècle sur l'emprise de la rue de Charenton, parfois nommé « place de Rambouillet », du nom de la rue de Rambouillet qui y débouche. Sa fontaine est érigée en 1883.
La place prend son nom actuel en 1972.

## Bâtiments remarquables et lieux de mémoire
Parmi les bâtiments remarquables sur et autour de la place :
- en son centre est érigée la fontaine de Rambouillet (ou « fontaine Hermann », ou « fontaine Crozatier »), une grande fontaine à deux vasques, un bassin et plusieurs jets d'eau, construite sur les plans de l'architecte Gabriel Davioud[5],[6]. Elle est donnée par l’ingénieur- mécanicien Hermann à la Ville de Paris en 1845. Elle est présentée au Palais de l'Industrie lors de l’Exposition universelle de 1867. Son installation sur la place date de 1883. En 1931, elle est illuminée pour l’Exposition coloniale internationale. Un orchestre anime, sur une estrade placée au-dessus de la fontaine, un bal du 14 juillet, jusqu’en 1939[7],[8]. Elle est parfois décorée avec du cardon ;
- les bâtiments de l'Autorité de sûreté nucléaire (ASN) occupaient une partie du sud de la place, au no 6 ;
- Carlos Ott s'est installé en 1984 dans un immeuble donnant sur la place pour travailler à la construction de l'opéra Bastille.

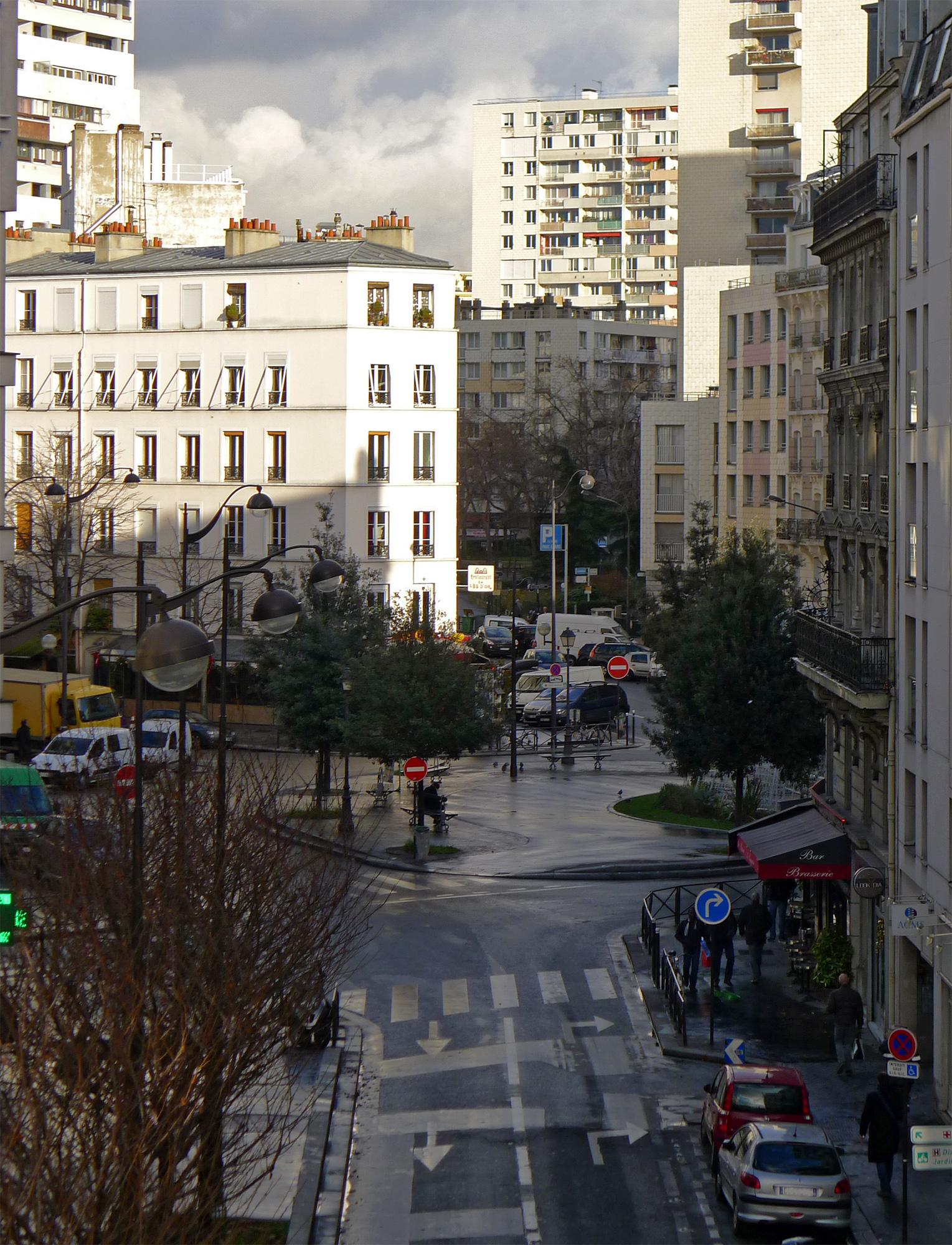
La partie ouest de la place vue de la Promenade plantée, au-dessus de la rue de Rambouillet.
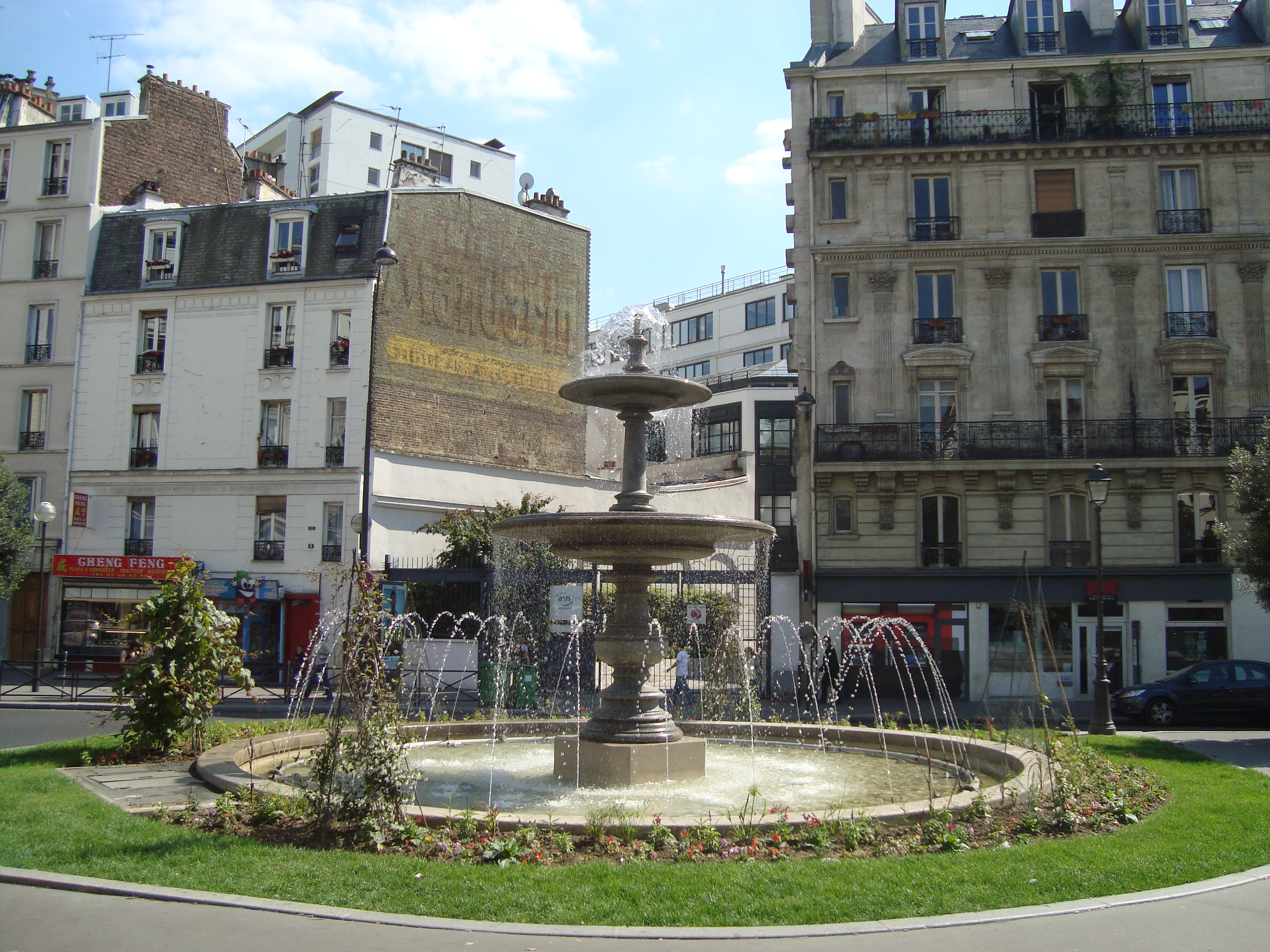
La fontaine au centre de la place.